# Radovesice (Hrobčice)
Radovesice (německy Radowesitz) jsou zaniklá vesnice v okrese Teplice. Stávala 4,5 kilometru východně od Bíliny a stejně daleko severovýchodně od Hrobčic, na zachovaném katastrálním území Radovesice u Bíliny o výměře 9,51 km². Vesnice zanikla v důsledku budování Radovesické výsypky.

## Název
Název vesnice je odvozen z osobního jména ve významu ves lidí Radověsových. V historických pramenech se objevuje ve tvarech: de Radowischiz (1254), de Radwesitz (1333), de Radowesicz (1349), Radowessicz (1352–1384), Radowiessycz (1385), in Radouessicz (1363), in Radowiessicz (1405), von Radowies (1418), de Radowyessicz (1425), in Radowiesyczych (1492), Radowesycze (1495), Radowiessicze (1549), Radowesycze (1580), Radoweßitz (1787) a Radowesitz (1833). Alternativní vysvětlení předpokládá původní název Hradovesice, který odkazoval na příslušnost k určitému hradu, v případě Radovesic k Bílině.

## Historie

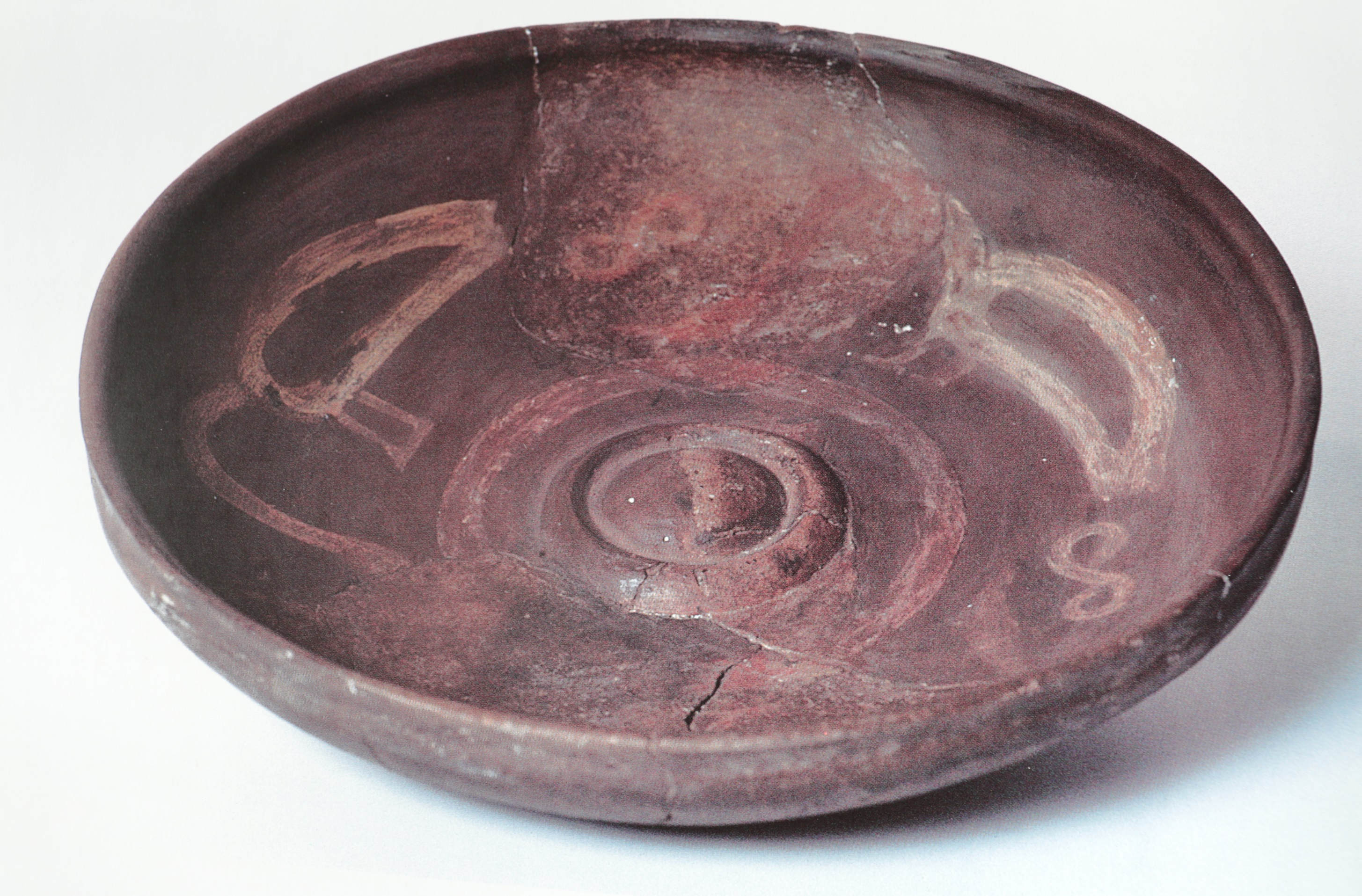
Keltská mísa s motivem labutí, která byla nalezena během vykopávek v předpolí Radovesické výsypky v 70. letech 20. století.

Krajina v okolí Radovesic byla osídlena od pravěku. Dokládá to existence sídliště osídleného od mladší doby halštatské do konce doby laténské. Na ploše přibližně pěti hektarů bylo prozkoumáno několik osad, které v průběhu doby měnily polohu. Mezi desetitisíci nalezených předmětů vyniká importovaná keramická mísa s červeně malovanými labutěmi.
První písemná zmínka o vesnici pochází z roku 1254 a nachází se v přídomku Víta z Radovesic. V roce 1405 jsou v Radovesicích udáváni zemané Oldřich a Pešek. Po husitských válkách se o vesnici dělilo několik majitelů. Jeden díl patřil zdejšímu zemanovi, další dva díly k bílinskému a rýzmberskému panství, část patřila městu Most a poslední díl ovládal světecký klášter. V šestnáctém století ale většinu vsi vlastnili bílinští Lobkovicové a jen tři usedlosti patřily ke Světci.
Během třicetileté války, zejména roku 1643, vesnice a její okolí trpěly rabováním oddíly císařského vojska. Podle berní ruly z roku 1654 ve vsi stály dva kostely, na lobkovickém dílu žilo třináct sedláků a šestnáct chalupníků, zatímco ke Světci příslušeli dva sedláci a jeden chalupník. V roce 1680 vesnici zasáhla morová epidemie.

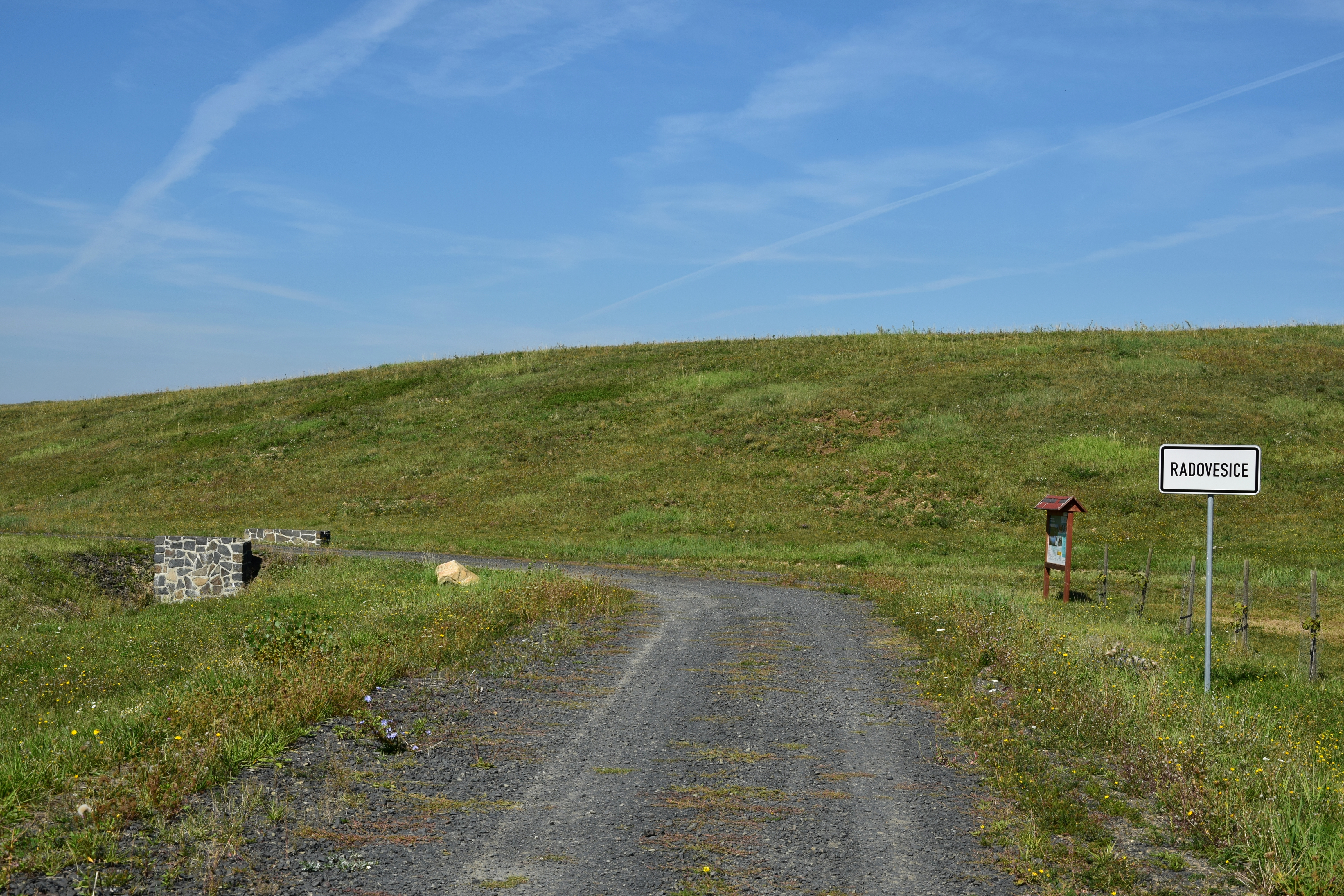
Radovesická výsypka v místech bývalé vesnice

Rozdělení vsi přetrvávalo i v osmnáctém století. Tereziánský katastr z roku 1757 uvádí třicet hospodářů na bílinské a tři hospodáře na světecké části. Kromě zemědělců ve vsi působil mlynář, řezník, kovář, švec, učitel a dva žebráci. Kromě běžných plodin se pěstovalo ovoce, zejména třešně. V devatenáctém století bylo v okolí otevřeno několik malých vápenek a cihelna. Roku 1833 byl ve vesnici ovčín, myslivna, hostinec, pila a škola. Česká škola byla otevřena v roce 1921. Tehdy už řada obyvatel pracovala v okolních hnědouhelných dolech a lomech, které se začaly rozvíjet koncem devatenáctého století.
Vesnice oficiálně zanikla 15. února 1971 v důsledku budování Radovesické výsypky. O jejím umístění rozhodla vláda už v roce 1966 a o dva roky později bylo, i přes četné protesty, zbořeno prvních 61 domů. Obyvatelé se odstěhovali převážně do Bíliny.

## Obyvatelstvo

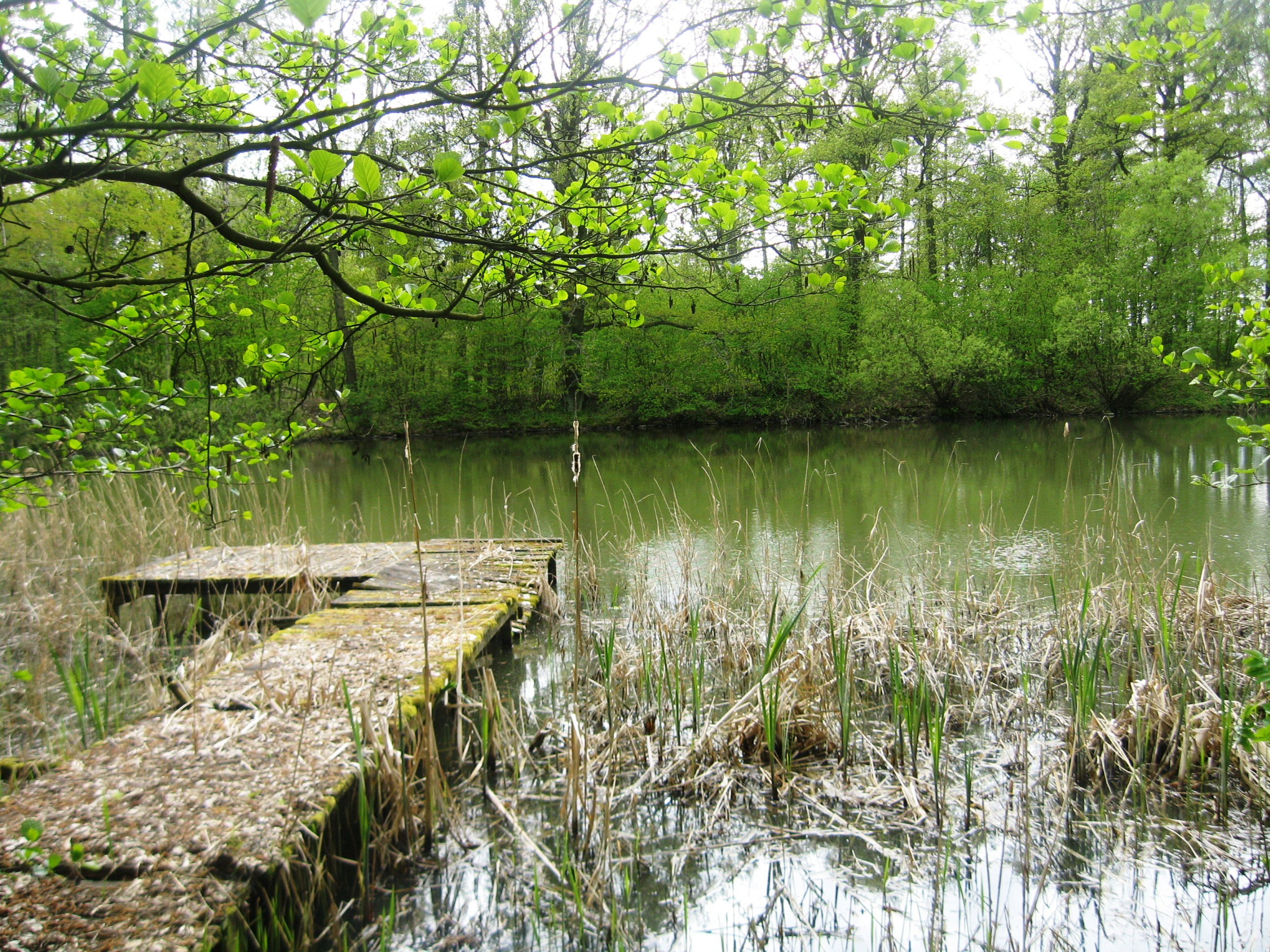
Rybník Toran

Při sčítání lidu v roce 1921 zde žilo 949 obyvatel (z toho 462 mužů), z nichž bylo 76 Čechoslováků, 872 Němců a jeden cizinec. Většina se hlásila k římskokatolické církvi, ale dvanáct lidí patřilo k evangelickým církvím, pět k jiným nezjišťovaným církvím a dvacet lidí bylo bez vyznání. Podle sčítání lidu z roku 1930 měla vesnice 1 053 obyvatel: 176 Čechoslováků a 877 Němců. Stále převažovala výrazná římskokatolická většina, ale jeden člověk byl evangelík, pět lidí bylo členy církve československé, čtyři patřili k jiným nezjišťovaným církvím a 523 lidí bylo bez vyznání.
|           | 1869 | 1880 | 1890 | 1900 | 1910 | 1921 | 1930  | 1950 | 1961 | 1970 |
| --------- | ---- | ---- | ---- | ---- | ---- | ---- | ----- | ---- | ---- | ---- |
| Obyvatelé | 499  | 580  | 650  | 795  | 940  | 949  | 1 053 | 668  | 655  | 317  |
| Domy      | 91   | 99   | 113  | 124  | 136  | 136  | 166   | 175  | 209  | 87   |

## Pamětihodnosti
Ve vesnici stál kostel Všech svatých, připomínaný v roce 1352. Kostel nebyl zbořen, pouze roku 1983 zasypán. U potoka stávala socha svatého Jana Nepomuckého z roku 1748.
Ve východním výběžku katastrálního území se severně od Štěpánova nachází přírodní památka Štěpánovská hora a pozůstatky pravěkého hradiště Štěpánov.
Na katastru Radovesic, jižně od Kostomlat pod Milešovkou, se nachází rybník Toran, v jehož sousedství leží další, už vyschlý rybník. U rybníka stojí zdevastovaná budova plánovaného rekreačního zařízení pro armádu, jehož stavba byla započata v roce 1989. Rybník je zachycený na mapě prvního vojenského mapování z šedesátých let osmnáctého století. Na mapě stabilního katastru z roku 1843 je uveden jako rybník Stará rada.